# Hali Flickinger
Hali Flickinger (York (Pennsylvania), 7 juli 1994) is een Amerikaanse zwemster.

## Carrière
Bij haar international debuut, op de Pan-Pacifische kampioenschappen zwemmen 2014 in Gold Coast, eindigde Flickinger als tiende op de 200 meter vlinderslag. Daarnaast werd ze uitgeschakeld in de series van zowel de 200 meter rugslag als de 400 meter wisselslag.
Op de 2016 US Olympic Trials in Omaha (Nebraska) kwalificeerde de Amerikaanse zich, op de 200 meter vlinderslag, voor de Olympische Zomerspelen 2016 in Rio de Janeiro. In de finale van de 200 meter vlinderslag eindigde Flickinger op de 7e plaats.

## Internationale toernooien
| Jaar | Olympische Spelen   | WK langebaan                                                              | WK kortebaan  | PanPacs                                                       | Pan-Ams       |
| ---- | ------------------- | ------------------------------------------------------------------------- | ------------- | ------------------------------------------------------------- | ------------- |
| 2014 |                     |                                                                           | geen deelname | serie 200m rugslag 10e 200m vlinderslag serie 400m wisselslag |               |
| 2015 |                     | geen deelname                                                             |               |                                                               | geen deelname |
| 2016 | 7e 200m vlinderslag |                                                                           | geen deelname |                                                               |               |
| 2017 |                     | 9e 200m vlinderslag · 4x200m vrije slag · Flickinger zwom enkel de series |               |                                                               |               |
| 2018 |                     |                                                                           | geen deelname | 200m rugslag · 200m vlinderslag                               |               |
| 2019 |                     | 200m vlinderslag                                                          |               |                                                               | geen deelname |

## Persoonlijke records
Bijgewerkt tot en met 5 augustus 2020
Kortebaan
| Afstand          | Tijd    | Datum            | Plaats       |
| ---------------- | ------- | ---------------- | ------------ |
| 400m vrije slag  | 3.58,26 | 11 december 2015 | Indianapolis |
| 200m vlinderslag | 2.03,81 | 17 november 2019 | College Park |

Langebaan
| Afstand          | Tijd    | Datum           | Plaats      |
| ---------------- | ------- | --------------- | ----------- |
| 200m vrije slag  | 1.58,18 | 7 augustus 2015 | San Antonio |
| 400m vrije slag  | 4.07,93 | 6 augustus 2015 | San Antonio |
| 100m vlinderslag | 58,81   | 26 juni 2016    | Omaha       |
| 200m vlinderslag | 2.05,87 | 25 juli 2018    | Irvine      |
| 200m wisselslag  | 2.12,62 | 29 juli 2018    | Irvine      |
| 400m wisselslag  | 4.39,84 | 8 maart 2019    | Des Moines  |